# Foursquare
A Foursquare egy helykeresésen és felfedezésen alapuló mobilos alkalmazás, mely személyre szabható módon képes helyszíneket ajánlani. A felhasználók egy választott helyet képesek értékelni és véleményt írni róla, amely segíthet másoknak eldönteni azt, hogy mely helyszíneket érdemes meglátogatni vagy elkerülni.
A szolgáltatás 2009-ben indult, a Dodgeball utódjaként. Az azonban még csak SMS-ben küldött üzenetek helyzete alapján volt képes beazonosítani a környéket. A Foursquare már az okostelefonok képességeit kihasználva volt képes ugyanerre. 2014 júliusáig a program egy közösségi hálózatot alkotott, melyben a felhasználók bejelentkezések (check-in) útján tudták tudatni a világgal, épp hol járnak, és ezekkel különféle kitüntetéseket (badge) lehetett szerezniük. 2014. augusztus 7-én azonban a szoftver hivatalosan is kettévált: a Swarm vitte tovább a hagyományos bejelentkezéseket (némiképp átalakított módon), míg a Foursquare átalakult egy kizárólag csak meglátogatandó helyeket ajánló programmá.

## Jellemzői

### Helykeresés és ajánlás
A Foursquare képes arra, hogy éttermeket, szórakozóhelyeket, üzleteket, és egyéb más helyszíneket keressen egy meghatározott földrajzi hatótávolságon belül (jellemzően ahol a felhasználó tartózkodik). Emellett rá lehet keresni egy helyre a neve alapján is. Az ajánlások napszaktól függenek, tehát a kora reggeli órákban a program reggelizőhelyeket ajánl, este pedig vacsoralehetőségeket. Az ajánlás több tényezőn múlik: a felhasználó korábbi bejelentkezésein, a beállított "ízlésen", illetve a helyszín által kapott pontértékeken. A meglátogatott helyeket a szoftver eltárolja, és később hasznosítja az ajánlásoknál.

### Tippek és szakértelem
Amikor valaki egy adott helyen jár, a Foursquare segítségével néhány mondatban leírhatja, hogy mit talált ott jónak, vagy éppen rossznak. Ezek maximális hossza 200 karakter lehet, de tartalmazhat hivatkozást, és fényképet is lehet mellékelni. Ezeknek az időtartamát is be lehet állítani, tehát ha például egy ajánlat csak rövid időre szól, akkor a lejártával a hozzá kapcsolódó tipp is eltűnik. Más felhasználók véleményét is lehet véleményezni, vagy felvenni azokat egy listára, a meglátogatandó helyek vonatkozásában. Azok, akik sok véleményt írnak egy-egy adott típusú helyről (mely bármilyen kategória alapján történhet, lehet például egy adott település helyével kapcsolatos, de lehet pl. olasz éttermek véleményezése is), azok szakértőkké válnak, melyről az előrehaladást egy grafikon szemlélteti. A szakértők véleményét a program többre értékeli, és előrébb veszi őket a rangsorban.
A tippek alapján a program egy 0.1 és 10 közötti skálán értékeli az adott helyszeneket, mindent figyelembe véve. Ezt a bejelentkezésekből, a véleményekből, és a helyszín egyes szempontok szerinti személyes értékeléséből állítja össze.

### Ízlés
Amikor valaki először telepíti a programot, az megkéri rá, hogy válasszon néhány kulcssszó közül, melyek a későbbiekben is megváltoztathatók. Ezek alapján alakítja ki a felhasználó saját ízlését, és ezeknek megfelelően tesz ajánlásokat. A kulcsszavak az egyes helyekkel kapcsolatban automatikusan generálódnak, illetve a véleményekből is képes kiolvasni a szoftver.

### Helymeghatározás
A 8-as verziótól kezdve a Foursquare egy egyedi, "Pilgrim" névre hallgató azonosítórendszerrel rendelkezik. Ennek lényege, hogy az adott helyzetet úgy határozza meg a program, hogy először a közelben található helyeket veszi figyelembe (ahol a felhasználó már bejelentkezett egyszer), majd az egyéb hardveres segédleteket (cellainformáció, GPS, WiFi stb.) Ennek köszönhetően a Foursquare anélkül is tudja, hol jár a felhasználó, hogy egyáltalán elővenné a zsebéből a telefonját. A Foursquare képes egy adott helyen megmutatni az összes közeli helyszínt, ezeket meg is lehet tekinteni, és be is lehet jelentkezni (de csak abban az esetben, ha telepítve van a Swarm).

### Korábbi jellemzők
A régi Foursquare-ben lehetőség volt a bejelentkezésekre (check-in) és a helyzetünk megosztására a világgal. Ez teljes egészében átkerült a 8-as verziótól kezdve a Swarm-ba. Korábban ha egy felhasználó többször jelentkezett be egy adott helyen, mint bárki más, az elmúlt 60 napban, akkor kapott egy úgynevezett "mayorship"-et. Ez azt jelentette, hogy a Foursquare számon tartotta őt, mint a leggyakoribb látogatót. A mayorship természetesen bárkitől megszerezhető volt, elegendő bejelentkezéssel, és gyakran különféle jutalmakat (pl. árengedmények, különleges ajánlat) biztosíthattak hozzá az adott helyszínek. Sajnos azonban ahogy a szolgáltatás egyre népszerűbbé vált, úgy lett ennek egyre kevésbé értelme, ugyanis a sűrűn lakott területeken, ahol rengetegen használták a programot, a mayorship megszerzése kvázi lehetetlenné vált. Ezért az a régi formájában megszűnt és átkerült a Swarm-ba, mint felújított változat.
Ha a felhasználó elégszer jelentkezett be, kaphatott kitüntetéseket is (badge). Ezek egyfajta mérföldkövek voltak, hiszen a meglátogatott helyek alapján történt a generálásuk. De emellett léteztek olyan badge-ek is, melyek különféle helyszínekhez, vagy megadott városokhoz, esetleg időpontokhoz kötődtek. 2014-ben ezek is megszűntek, sok felhasználó bosszúságára.
A korábbi verziókban volt egy pontrendszer is, minden egyes bejelentkezés után pontot kapott a felhasználó. Különleges események esetén bónuszpontokat is szerezhetett (pl. mayorship megszerzése = 100 pont). A megszerzett pontok alapján a szoftver összeállított ismerőseink között egy heti ranglistát.

## Swarm
2014. augusztus 7-től a Foursquare korábbi bejelentkezéses (check-in) szolgáltatását egy új program vette át. A Swarm ezen túlmenően jövőbeli tervek előjegyzésére képes és arra, hogy kijelezze, mely ismerőseink vannak a közelben. A Swarm adatait a Foursquare is felhasználja, a felhasználói élmény tökéletesítése céljából. Amiben különbözik a korábban megszokottól:
- A bejelentkezések automatizálhatók, azaz egy konkrét helyzet megjelölésére a program magától is képes. A pontosann bejelentkezés érdekében a check-in is használható. A bejelentkezési adatok nem nyilvánosak, azokat csak az ismerősök láthatják.
- Csoportos üzenetben szervezhetők találkozók egy konkrét helyre.
- A bejelentkezésekhez matricák társíthatóak, amelyekkel könnyebb azt kifejezni, hogy a felhasználó épp mire gondol vagy mit csinál.
- A korábbi "mayorship" rendszert teljes egészében lecserélték egy újra: Most egy adott helyszínen nemcsak egyetlen Mayor lehet, hanem a program azt nézi, hogy egy felhasználó baráti körében ki jelentkezett be a legtöbbször.
- A múltbeli bejelentkezések visszakeresése sokkal egyszerűbb lett.

## Magyarországi helyzete
A szolgáltatás jelenleg nem érhető el magyar nyelven. A magyarországi Foursquare közösség oldalaként funkcionáló DotDot.hu-n kb. 30,000 venue adata érhető el. Az elérhető speciálok száma 2012 februárjában meghaladta kétszáz darabot. 
A Checkiners Kft. által mért adatok szerint Magyarországon mintegy 25,000 felhasználóval rendelkezik a Foursquare.

### DotDot.hu
A DotDot.hu 2011 februárjában indult, check-in alapú szolgáltatásokra alapozott mashup oldal. Az oldalon megtekinthető a magyarországi felhasználók egységesített toplistája, a magyar speciálok listája, valamint a legnépszerűbb venue-k toplistája. Az oldal a Foursquare API-n keresztül állítja össze a toplistákat.